# Sophie Petersenová

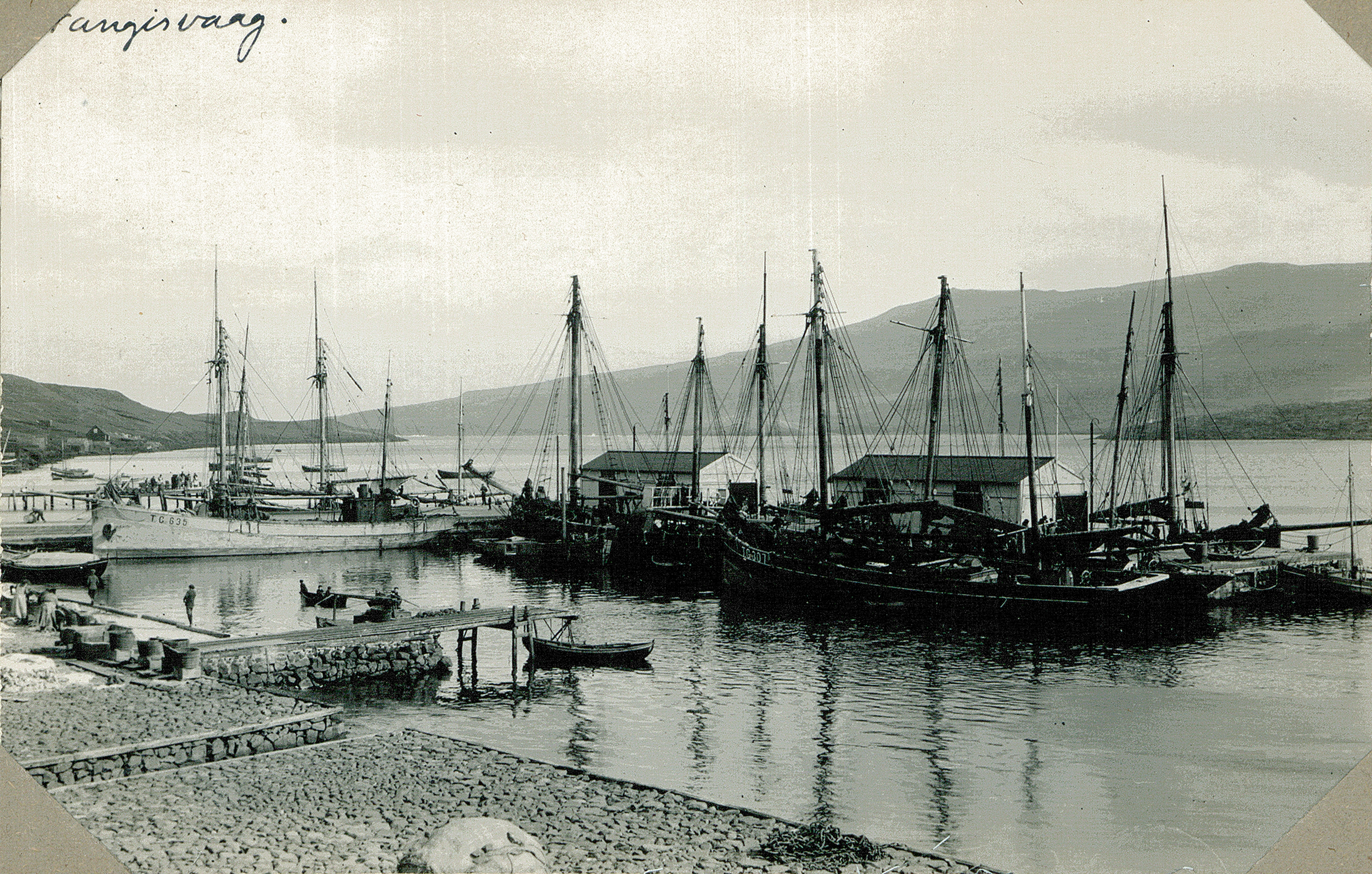
Rybářské lodě na Faerských ostrovech z alba Sophie Petersenové (kolem roku 1930)

Sophie Clausine Petersenová (nepřechýleně Sophie Petersen; 15. února 1885 Kodaň – 11. října 1965) byla dánská geografka, geoložka, pedagožka, fotografka a spisovatelka. Zatímco na gymnaziálním (tedy středoškolském) stupni se významně podílela na výuce, zejména v souvislosti s požadavky na dívky, vzpomíná se na ni, že psala o svých cestách do čtyř koutů země. Její publikace byly široce čteny, především Danmarks gamle Tropekolonier (Denmark's Old Tropical Colonies, 1946), která byla po měsíci vyprodána. Kromě svého zaměstnání na Nørre Gymnasium (1920–1955) široce přednášela a byla aktivní členkou mnoha sdružení včetně Dánské geologické společnosti.

## Raný život
Sophie Clausine Petersenová se narodila 15. února 1885 v Kodani jako dcera obchodníka Larse Petersena (1844–1904) a jeho manželky Jacobine Wilhelmine Dyveke rozené Fiebigové (1848–1907). Vyrostla v dobře situované rodině a navštěvovala školu N. Zahle, kde v roce 1905 maturovala s vynikajícím prospěchem. Pokračovala ve studiu přírodní historie a geologie na univerzitě v Kodani, kde získala magisterský titul v roce 1911. 

## Kariéra
Poté, co se Petersenová kvalifikovala pro učitelský diplom, nejprve učila na různých soukromých dívčích školách, dokud nebyla v roce 1920 jmenována lektorkou na Nørre Gymnasium, kde pokračovala ve výuce až do roku 1955. Se zájmem o zlepšení podmínek pro výuku dívek předkládala různé návrhy, včetně jednoho, který navrhoval, aby se dívky mohly odhlásit z matematiky ve prospěch více času stráveného učením se o domácnosti. Chtěla také udržet dívčí školy oddělené od smíšených škol, protože věřila, že dívky dospívají rychleji. 
Mimo odborné kruhy byla Petersenová známá jako světoběžnice, možná dokonce nejvíce cestující žena na světě. Od roku 1914 cestovala každé léto sama do nové destinace a publikovala články a knihy o svých zážitcích. V roce 1935 například letěla vzducholodí z Německa do Brazílie. Mezi další cesty patřilo Grónsko, Faerské ostrovy, Island, Barma, Austrálie, Etiopie, Mexiko, Guatemala, Jižní Amerika a Nigérie. 
Sophie Petersenová zemřela v Bagsværdu dne 11. října 1965. 

## Galerie

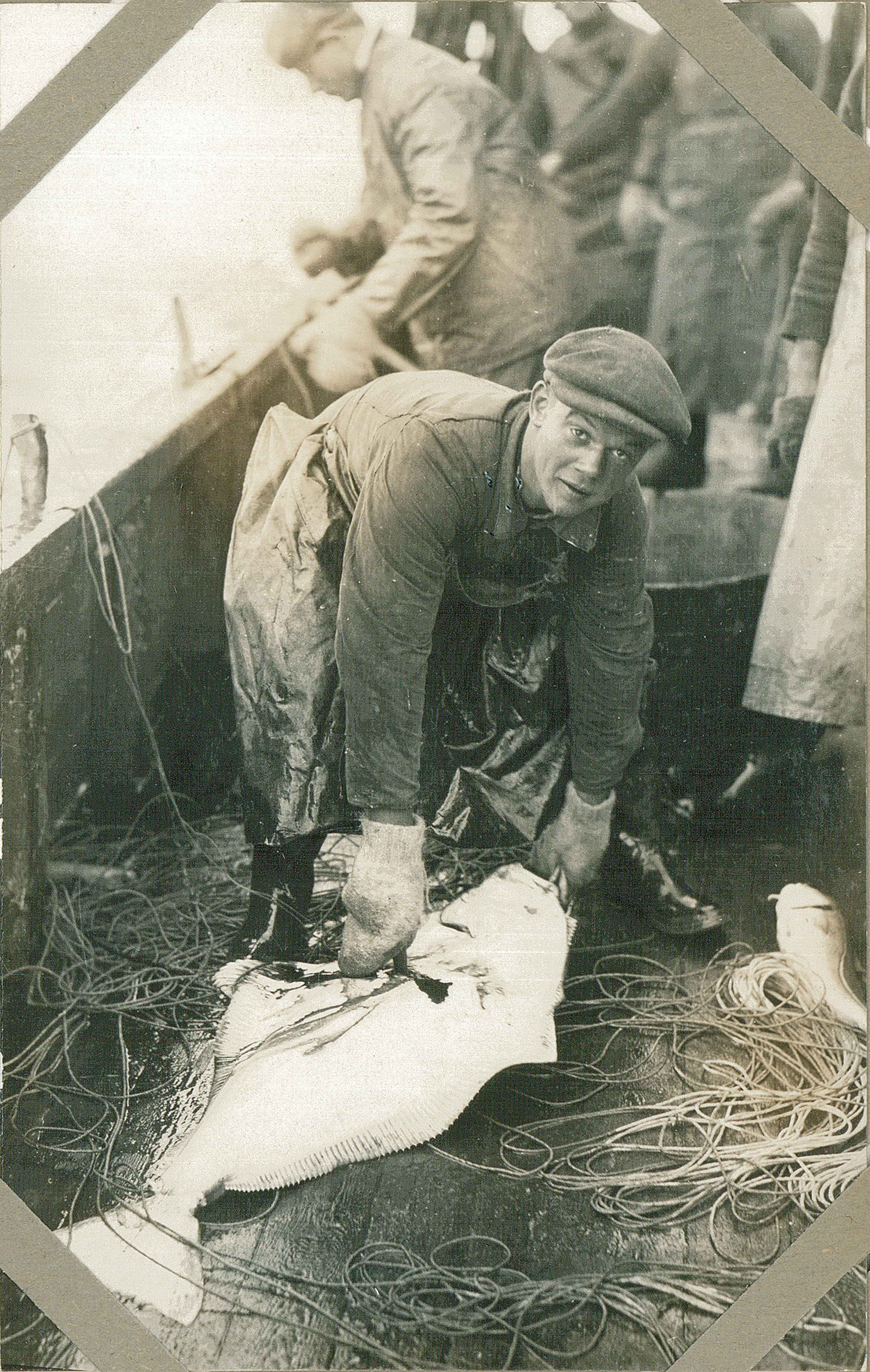
Rybáři na Faerských ostrovech
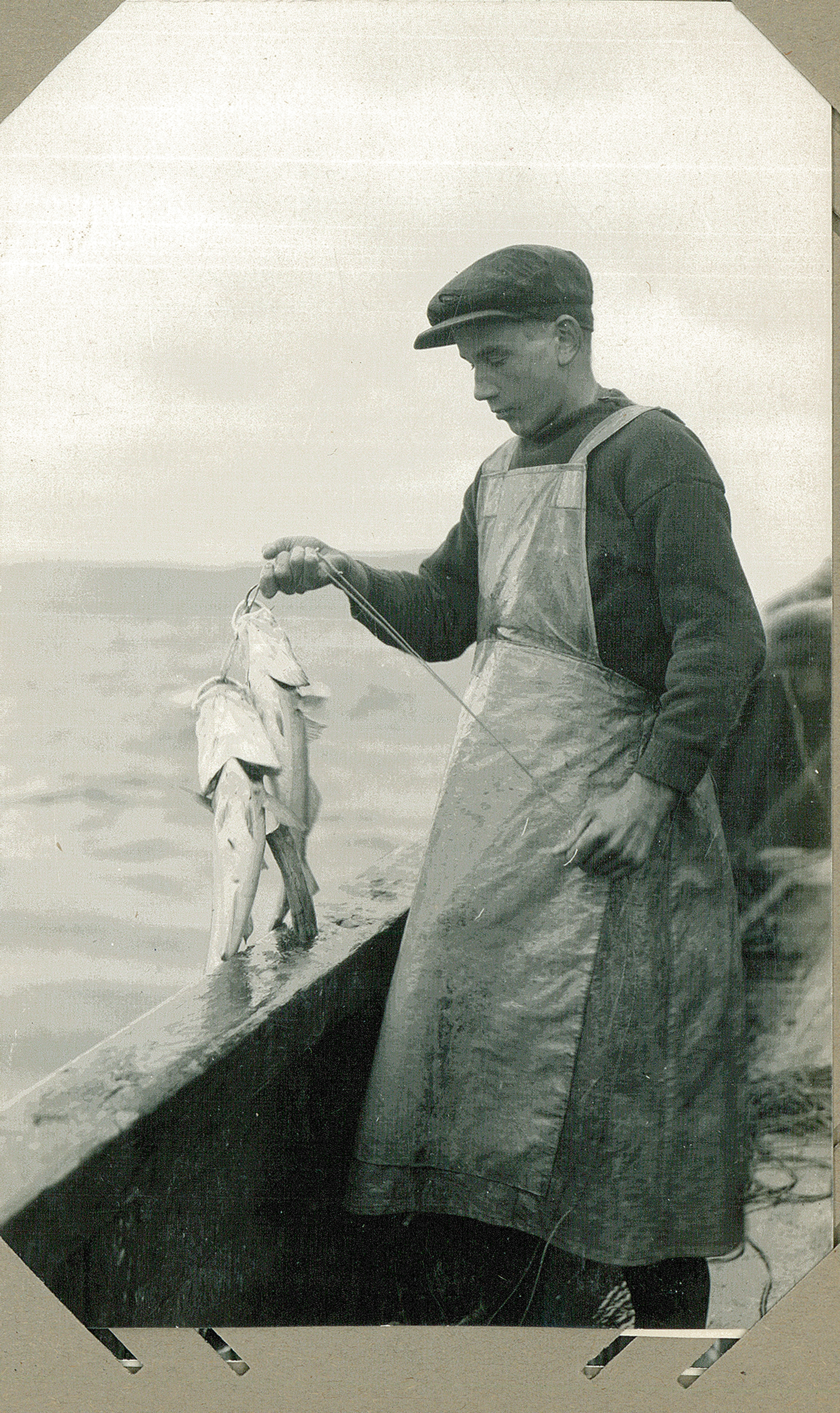
Rybáři na Faerských ostrovech
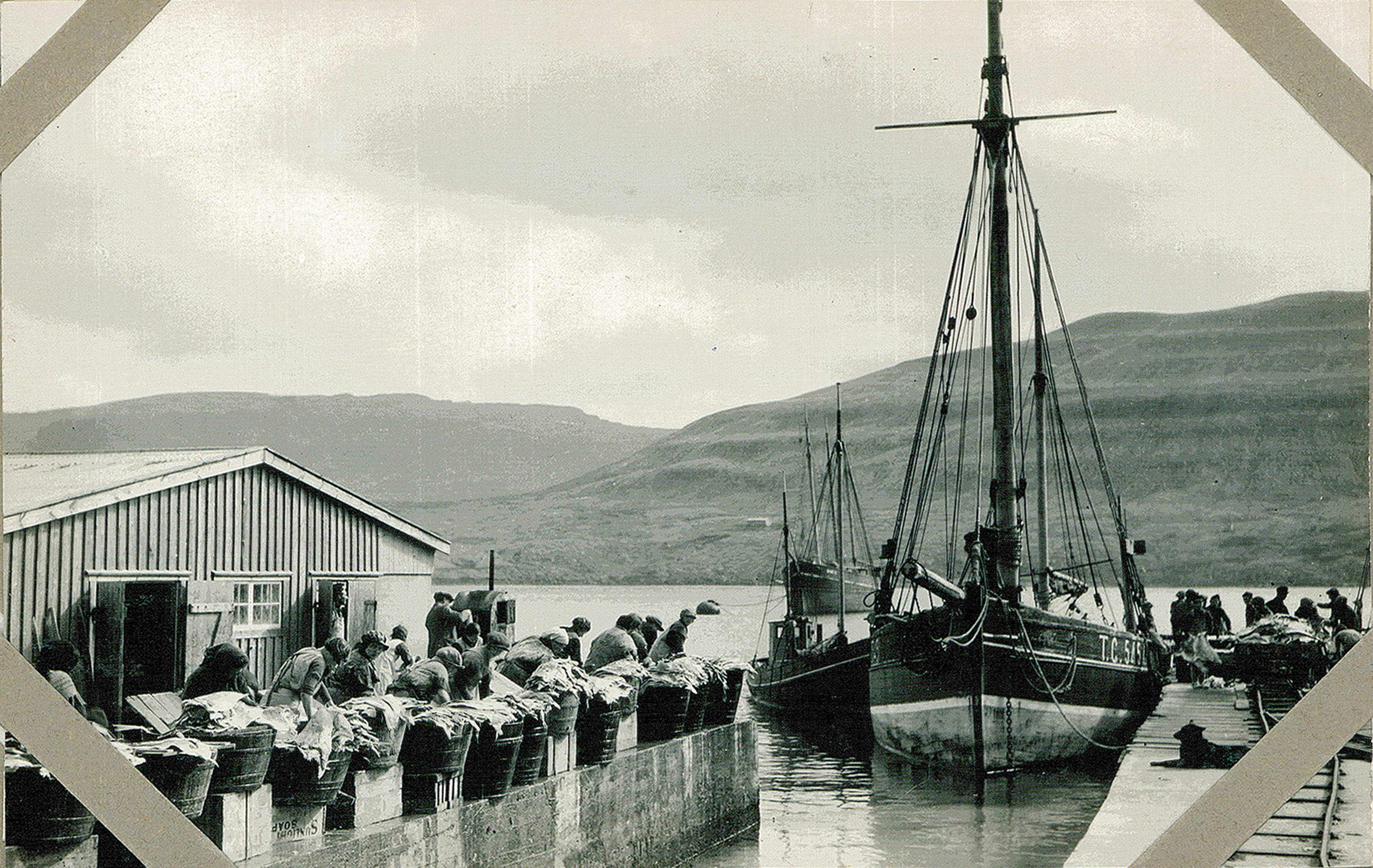
Rybáři na Faerských ostrovech
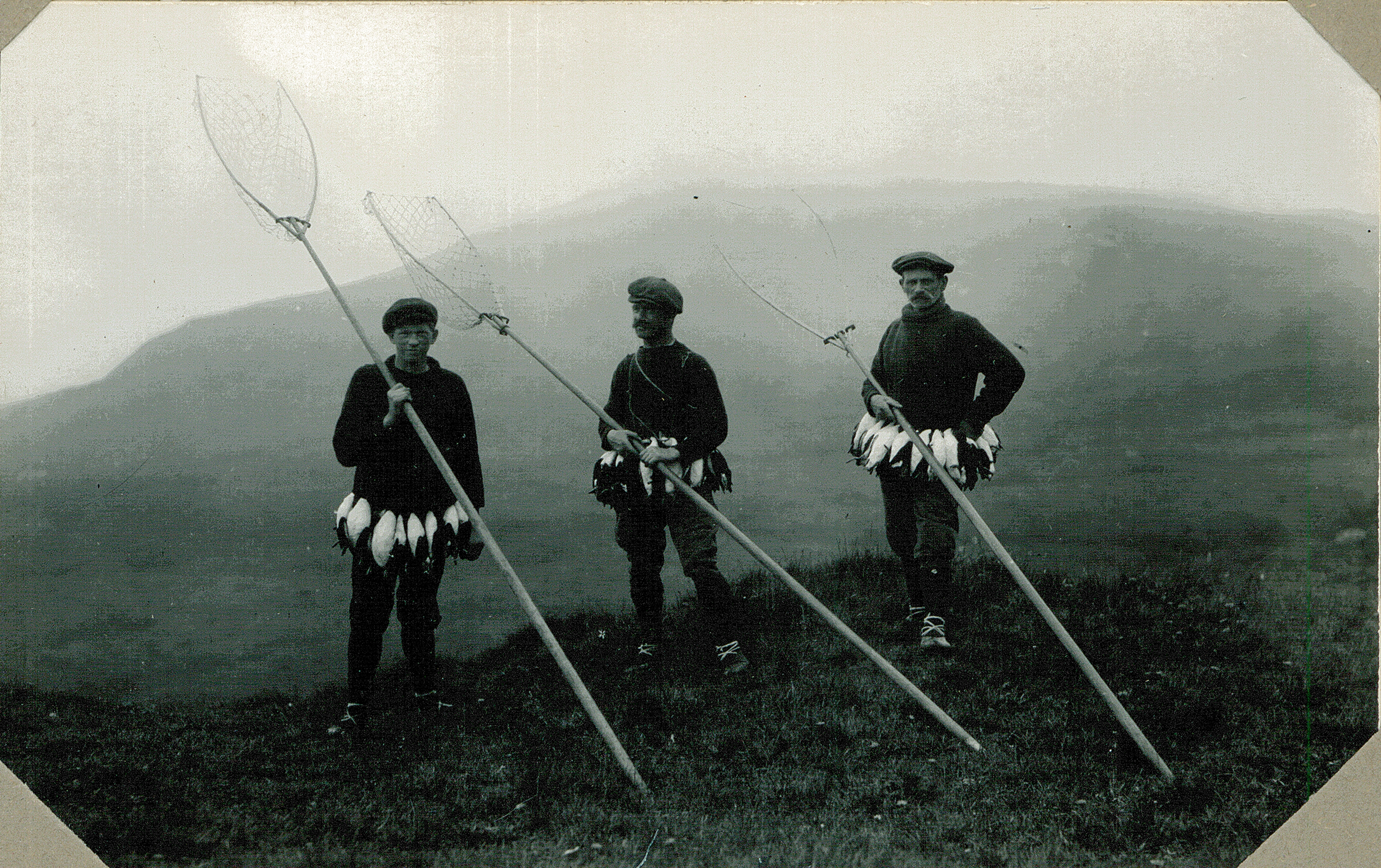
Rybáři na Faerských ostrovech
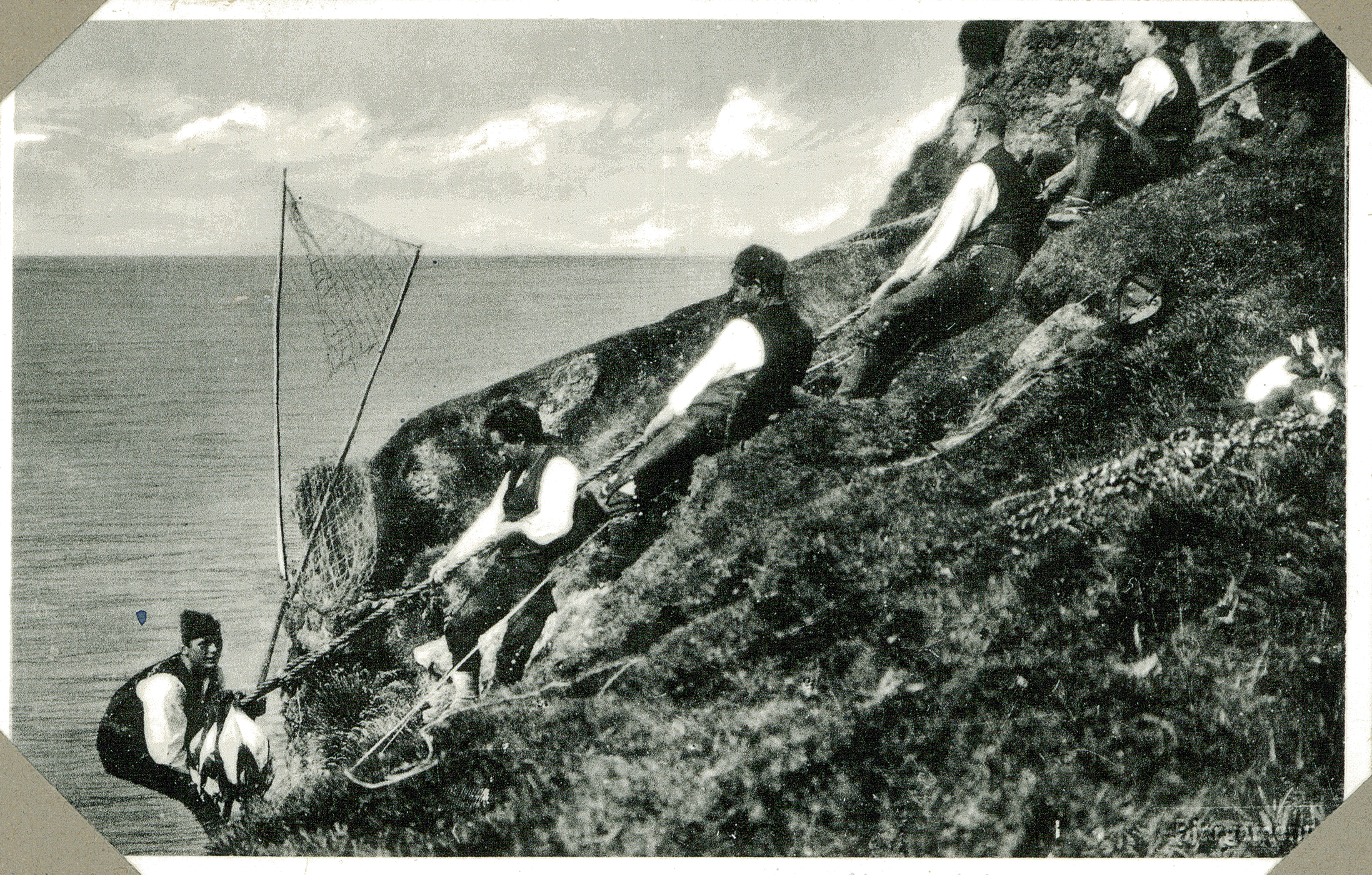
Rybáři na Faerských ostrovech
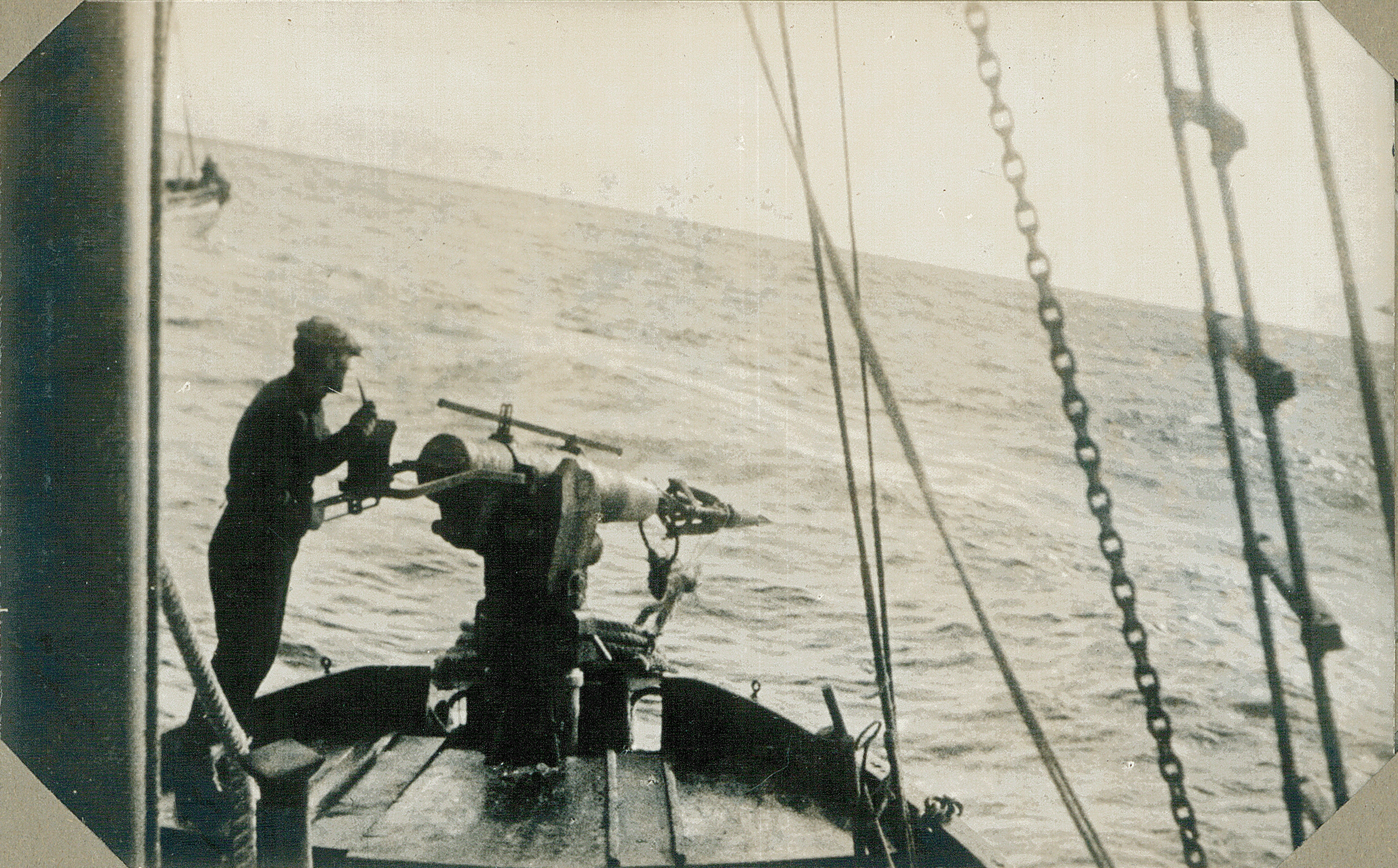
Velrybář s harpunovým kanónem na Faerských ostrovech
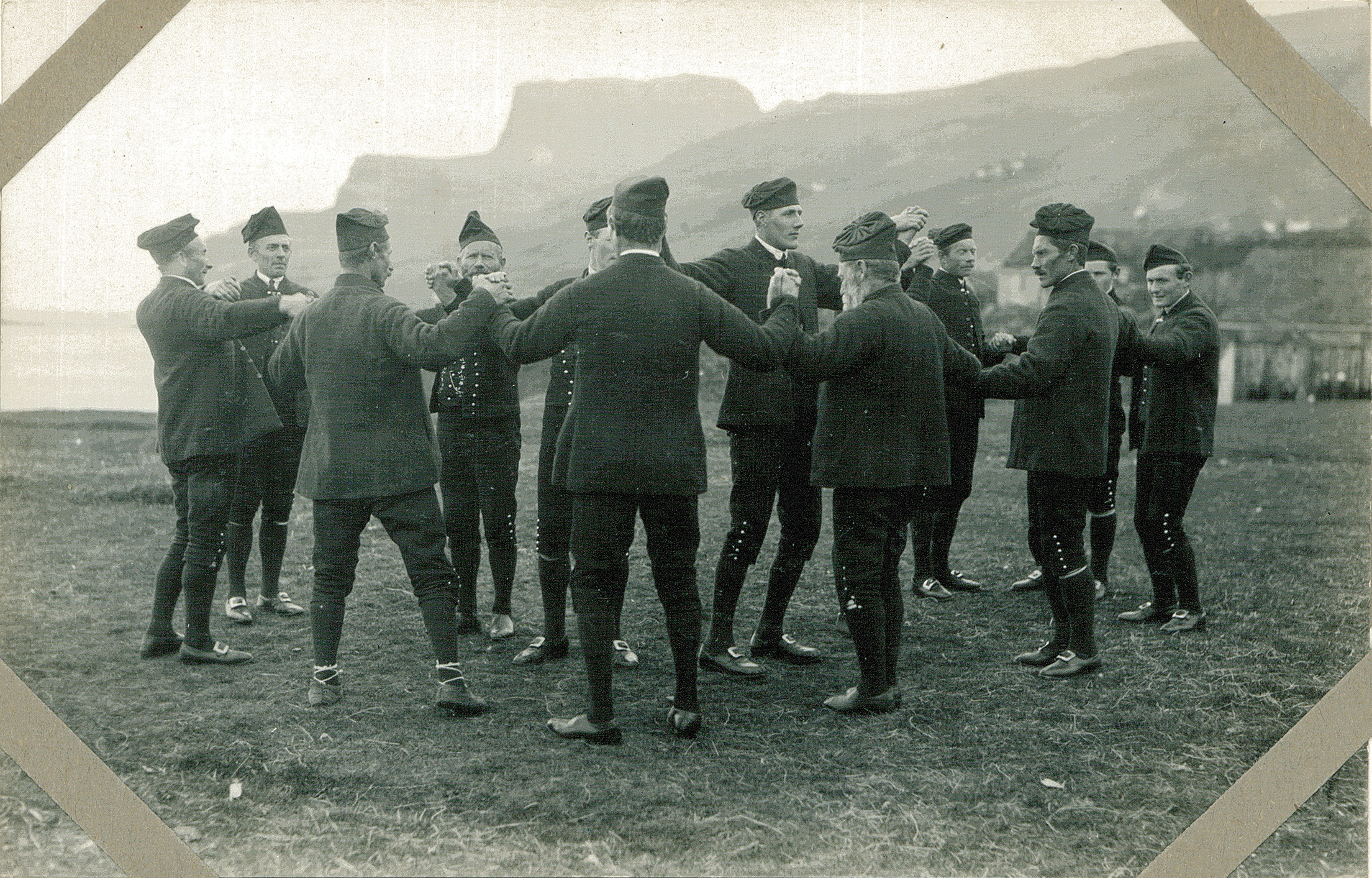
Fotografie z alba „Færøerne“ (Faerské ostrovy). Fotoalbum je součástí archivu Královské dánské geografické společnosti, který vznikl jako výsledek spolupráce mezi Etnografickou sbírkou a touto společností. Od roku 2010 je vystaveno v Národním muzeu jako samostatný archiv a je spravován Etnografickou sbírkou. Královská dánská geografická společnost existuje od svého založení 18. listopadu 1876. Jejím cílem bylo „podporovat jak poznání země a jejích obyvatel, tak šířit zájem o geografickou vědu“. V archivu se nacházejí mimo jiné dopisy, deníky, účetní záznamy, mapy a manuskripty přednášek. Archiv rovněž obsahuje více než 70 000 fotografií.
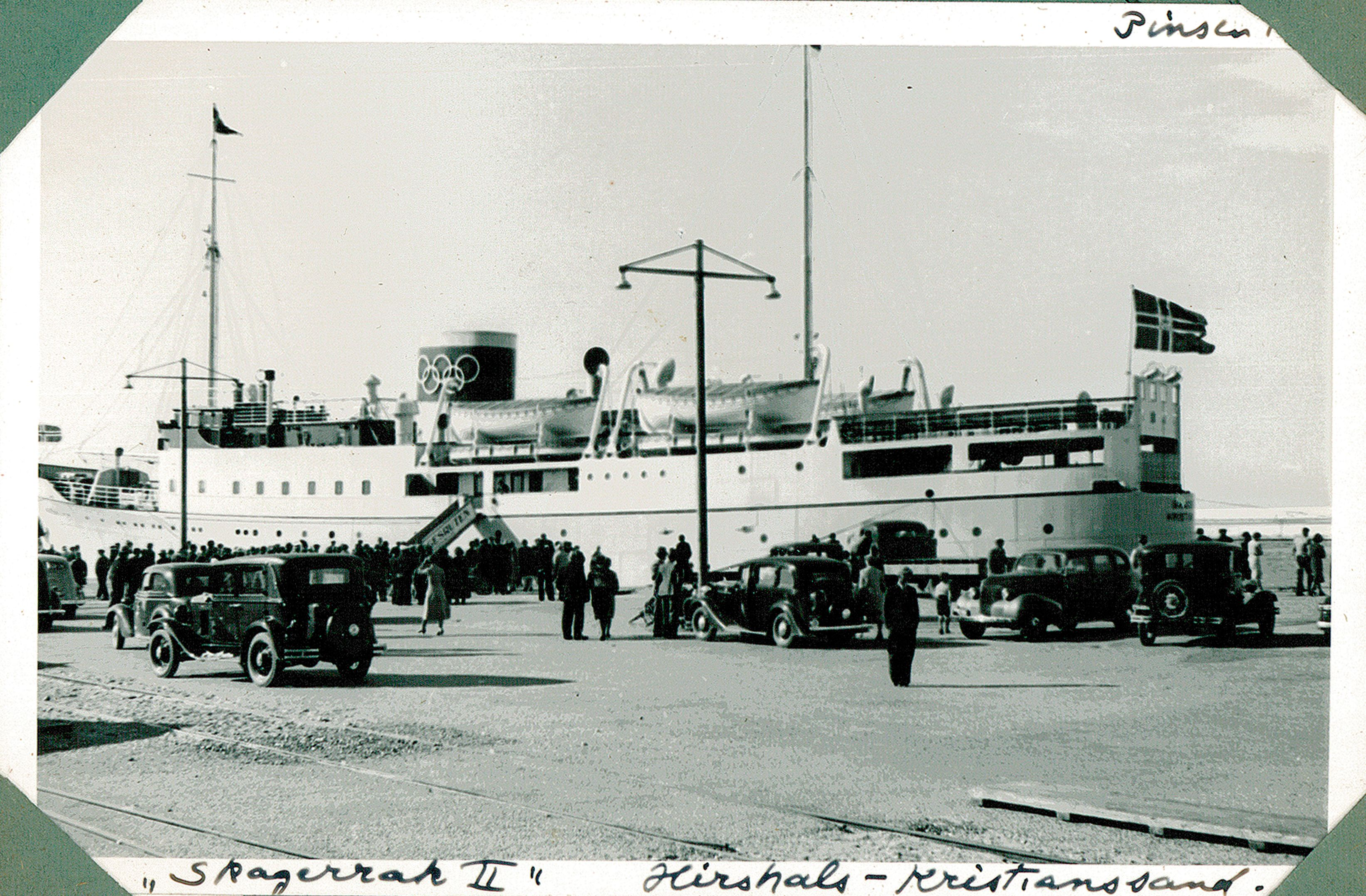
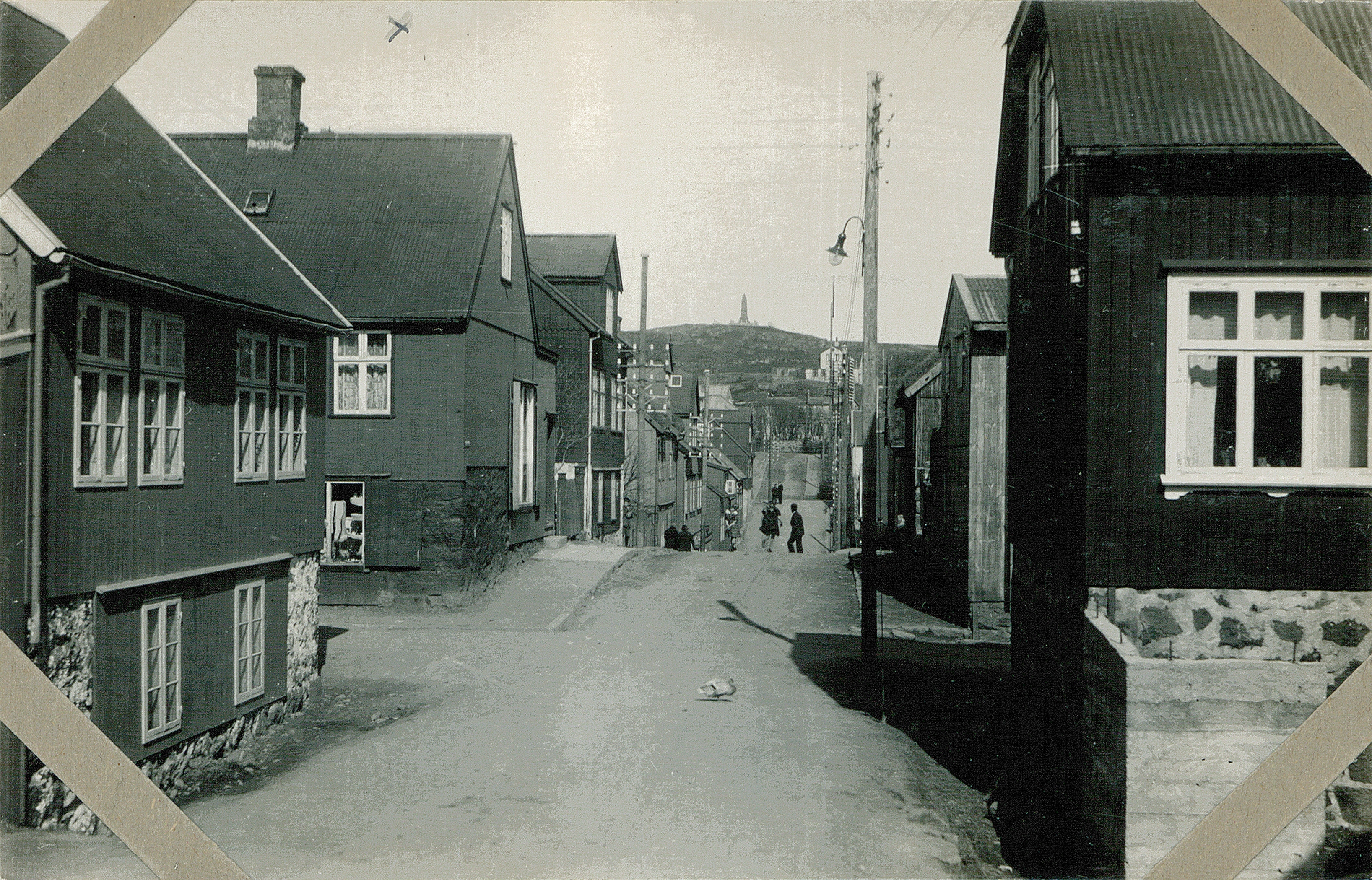
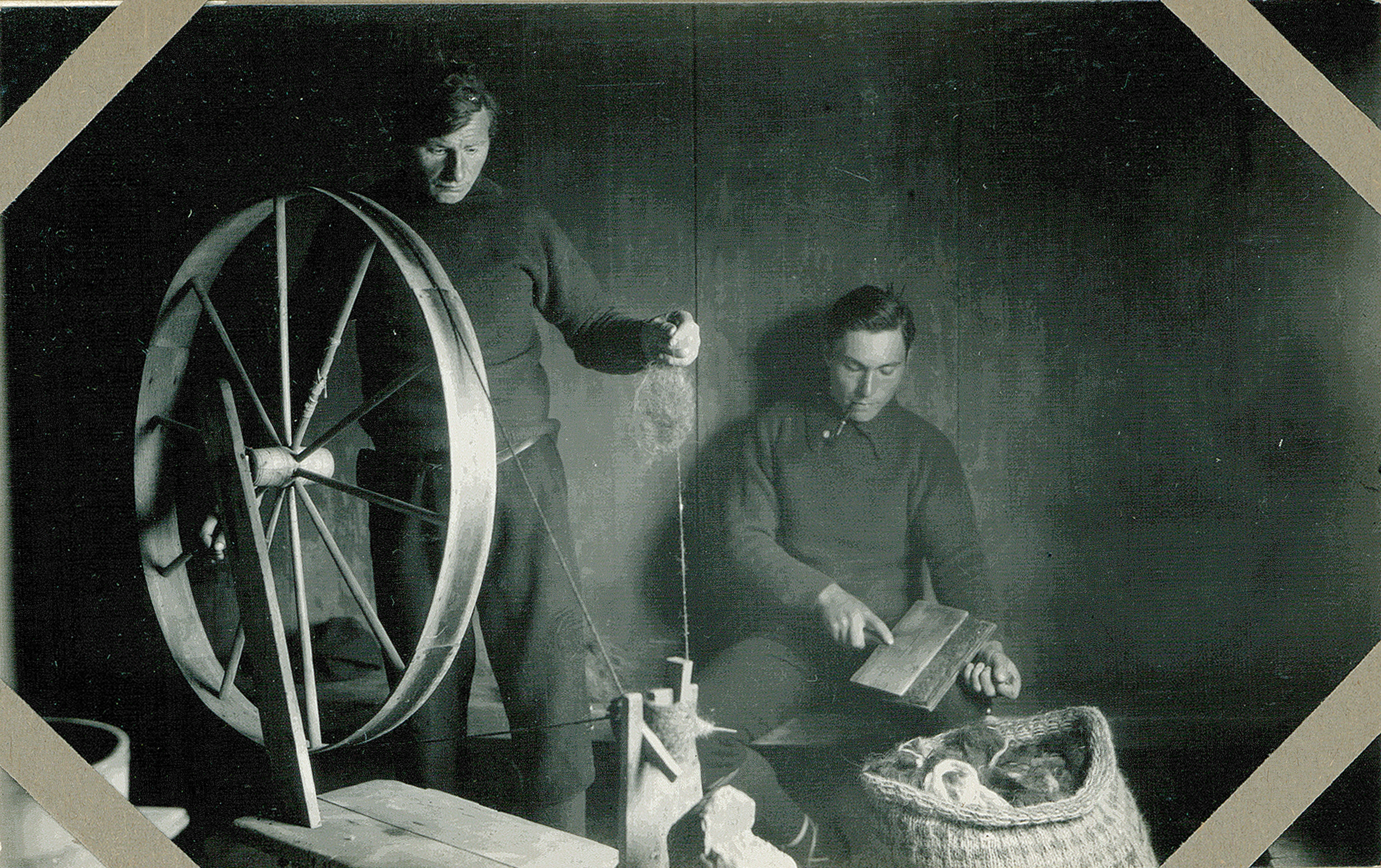